# Rudolf Wohlrab
Rudolf Emil Wohlrab (* 31. Januar 1909 in London; † 30. September 1995) war ein deutscher Hygieniker, Bakteriologe und Epidemiologe.

## Leben

„Protest!“-Anzeige gegen den Abriss des Baudenkmals Villa Willmer und für ein Niedersächsisches Denkmalschutzgesetz;
1970 in der Hannoverschen Allgemeinen Zeitung

Wohlrab war der Sohn eines Schlossermeisters. Nach der Volksschule besuchte er in Greiz die Aufbauschule. Nach dem Abitur absolvierte er ein Studium der Medizin an den Universitäten Berlin, Innsbruck und Rostock, das er Ende 1933 mit dem medizinischen Staatsexamen abschloss. An der Universität Rostock wurde er Ende 1933 zum Dr. med. promoviert. Sein Medizinalpraktikum leistete er bei Viktor Schilling am Krankenhaus Moabit ab. Ab dem Jahr 1935 war er Assistent bei Richard Otto am Berliner Robert Koch-Institut und ab 1936 am Paul-Ehrlich-Institut in Frankfurt am Main. Wohlrab habilitierte sich im Jahr 1941 an der Universität Frankfurt am Main. Sein Forschungsschwerpunkt lag im Bereich der Seuchenbekämpfung. Insbesondere widmete er sich der Erforschung des Fleckfiebers beziehungsweise Flecktyphus und der Entwicklung eines entsprechenden Impfstoffs.
Während des Zweiten Weltkrieges war er im deutsch besetzten Polen tätig. Zunächst war er unter Wilhelm Hagen mit Dienstsitz Warschau am Gesundheitsamt des Distrikts Warschau im Generalgouvernement eingesetzt. Ab 1942 leitete er am Staatlichen Institut für Hygiene in Warschau die Fleckfieberabteilung. Wohlrab unternahm „Versuche mit Prontosil rubrum, Rubiazol und Be1034 Bayer an Juden (Klinische Wochenschrift. Heft 20/1942) sowie Läuseversuche an ungeimpften Polen (MMW 1944)“. In einem Fachartikel äußerte er sich im Jahr 1942 folgendermaßen: „Eigene frühere tierexperimentelle Erfahrungen […] bei Flecktyphus konnten wir seit 1940 in Seuchenhospitälern von Warschau an Menschen auswerten.“ Im Dezember 1942 wurde Wohlrab und dessen Vorgesetzter Robert Kudicke durch den Generalgouverneur Hans Frank anlässlich der Eröffnung des Fleckfieber-Forschungsinstitutes in Lemberg für deren Verdienste bei der Fleckfieberbekämpfung das Kriegsverdienstkreuz I. Klasse verliehen. Laut Andrea Riecken war Wohlrab durch seine Tätigkeiten „im Rahmen der Fleckfieberbekämpfung in den Ghettos erheblich in die nationalsozialistische Vernichtungspolitik verstrickt“. In dem Buch von Ludwik Hirszfeld The Story of One Life merkt dieser an, dass Kudicke und Wohlrab im Zuge der nahenden Roten Armee das Inventar des Staatlichen Instituts für Hygiene aus Warschau nach Breslau verlagerten. Wohlrab sei nach der Schlacht um Breslau durch Angehörige der Roten Armee inhaftiert worden. Ein ehemaliger polnischer Mitarbeiter am Staatlichen Institut für Hygiene in Warschau, der ebenfalls nach Breslau verbracht worden war, habe sich für Wohlrab eingesetzt und diesen verteidigt. Dies habe Wohlrab vor einer Verurteilung bewahrt.
Nach Kriegsende kehrte er im Sommer 1945 aus Breslau nach Greiz zurück. Da er nicht als Seuchenkommissar für die sowjetische Militäradministration tätig werden wollte, zog er mit der Familie von Thüringen nach Niedersachsen. Ab dem Jahr 1945 war er in Niedersachsen als Flüchtlingsarzt und Seuchenreferent tätig. Ab 1950 leitete er das Medizinaluntersuchungsamt in Osnabrück und vom Jahr 1952 bis zu seiner Pensionierung 1974 das Medizinaluntersuchungsamt in Hannover. Er ging als Medizinaldirektor in den Ruhestand. Wohlrab trat als Sachverständiger im Verfahren gegen Gerhard Rose vor der Bundesdisziplinarkammer auf.
Als Mitglied der SPD engagierte er sich in der Kommunalpolitik und gehörte in Hannover in den Jahren 1968 bis 1981 dem Rat der Stadt und von 1981 bis 1986 dem Bezirksrat Döhren-Wülfel an.

## Schriften (Auswahl)
- Über die Reaktionen des Gefäßbindegewebsapparates auf intravenöse Staphylokokkeninjektionen und ihre Bedeutung. 1. Mitteilung. In: Beiträge zur pathol. Anatomie u. zur allg. Pathologie. Bd. 93, H. 2, Fischer, Jena 1934 (zugleich: Medizinische Dissertation an der Universität Rostock 1933).
- Fleckfiebergruppe. Fischer, Jena 1939 (zusammen mit Richard Otto).